# Pryteria apicalis
Pryteria apicalis là một loài bướm đêm thuộc phân họ Arctiinae, họ Erebidae.